# Mythologie celtique
- noyau territorial Hallstatt, au VIe siècle av. J.-C.

Les Celtes en Europe, dans le passé et aujourd'hui :
noyau territorial Hallstatt, au
expansion celtique maximale, en 275 av. J.-C.
domaine lusitanien de l'Ibérie où la présence celtique est incertaine
zones où les langues celtiques restent largement parlées aujourd'hui

La mythologie celtique est constitutive de la religion des Celtes de la Protohistoire/Antiquité. Nos connaissances sont lacunaires.

## La problématique des sources

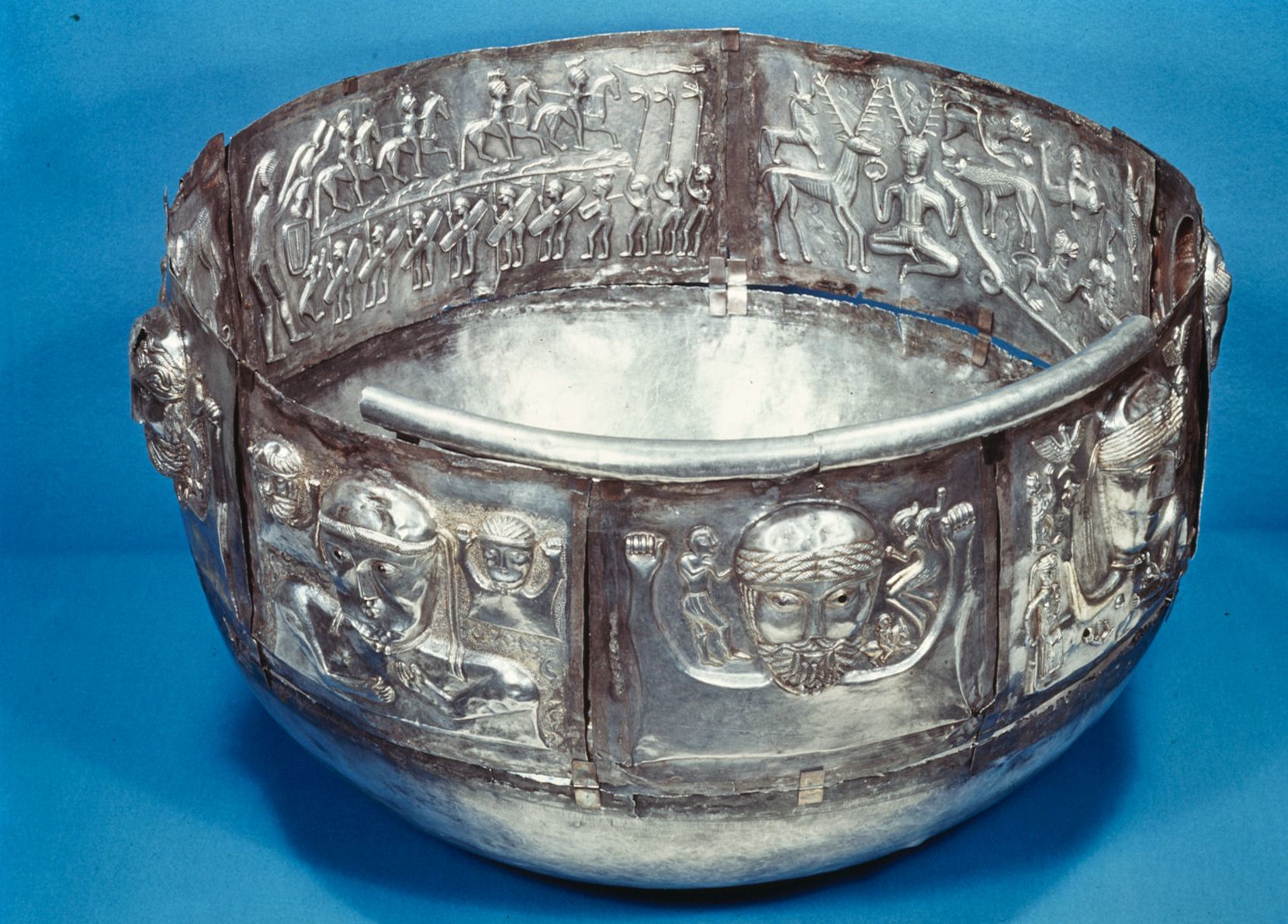
Sur le chaudron de Gundestrup, certains dieux de la mythologie celtique sont représentés.

Dès que l'on aborde le domaine celtique, que ce soit au niveau de la civilisation, du druidisme ou de la mythologie, on se trouve inévitablement confronté au problème des sources. Les druides (« dru-wid-es » signifie « très savants »), qui représentent la classe sacerdotale, ont systématiquement privilégié une transmission orale de leur savoir, induisant la mémorisation de milliers de vers. On retrouve régulièrement l'argument selon lequel la parole écrite est une parole morte ; peut-être était-ce aussi un moyen d'éviter que leurs idées soient détournées. Notons que les Celtes n'ignoraient pas l'écriture puisque nous possédons des inscriptions utilisant l'alphabet étrusque ou l'alphabet grec et qu'ils ont inventé un système particulier de notation : l'écriture oghamique.

### Les sources continentales
Deux types de sources nous livrent des informations générales. Tout d’abord, leurs contemporains, parmi lesquels on peut citer, à titre d’exemple : Diodore de Sicile (Bibliothèque historique), Strabon (Géographie), Pomponius Mela (De Chorographia), Lucain (La Pharsale), Pline l'Ancien (Histoire naturelle), et surtout Jules César avec les Commentaires sur la Guerre des Gaules. Ces témoignages donnent souvent une image négative des peuples celtes, compte tenu des relations belliqueuses qu’ils entretenaient, et la méconnaissance de leurs voisins.
En ce qui concerne le domaine gaulois, les sources dont on dispose sont très rares et très fragiles. Pour l'essentiel, nous ne savons à peu près rien du monde des dieux gaulois, même s'il est certain qu'ils aient eu une mythologie aussi élaborée que celle rapportée par les textes irlandais. Le peu que nous en sachions, nous le tenons de Lucain (Pharsale) et de César (Commentaires sur la Guerre des Gaules) principalement, de Pline et de Tertullien accessoirement. Ces informations sont largement déformées par l’interpretatio romana, qui cherche systématiquement un équivalent romain aux dieux gaulois. Les deux panthéons semblent largement incompatibles : ainsi Mercure est donné comme équivalent à Lug, à Taranis et à Esus par César et Lucain (lequel Lucain hésite entre deux équivalents), ce qui en dit long sur la fragilité de ce type de raisonnement ; en effet les qualités des dieux gaulois semblent très fluctuantes et beaucoup plus sujettes aux variations régionales que les dieux romains.
Outre les textes latins, les vestiges archéologiques (bas-reliefs, statues, monnaie) et la toponymie permettent d'en savoir un peu plus, et de localiser certains lieux de culte. Ainsi Lug, dieu pourtant central chez les Celtes, n'est attesté par aucun texte latin mais son culte est confirmé par la toponymie, notamment les noms de Lyon, Laon ou Loudun, du gaulois *Lug(u)-dunon (forteresse de Lugus), qui seront ultérieurement latinisés en Lugdunum.

### Les sources insulaires
Le deuxième type de sources est beaucoup plus tardif puisqu'il s’agit de la consignation par les clercs du Moyen Âge, des traditions orales en Irlande. Cette littérature, dont la rédaction s'étale du VIIIe siècle au XVe siècle, vient opportunément confirmer et compléter les résultats des études des sources antiques. Elles retranscrivent les mythes et épopées de l'Irlande celtique, qui se sont transmis oralement de génération en génération. Ces sources littéraires se composent de quatre grands groupes : 
- le cycle d'Ulster, ou cycle de la Branche Rouge, décrit les héros et rois de l’Irlande protohistorique ainsi que l’intervention habituelle des dieux. Le récit le plus important est la Táin Bó Cúailnge (« Razzia des Vaches de Cooley »), qui raconte l’invasion de l’Ulster par la reine Medb et les exploits de Cúchulainn ;
- le cycle mythologique, dont le texte principal est le Cath Maighe Tuireadh (« Bataille de Mag Tured »), centré sur la lutte que livrent les dieux Tuatha Dé Danann aux Fir Bolg (première bataille de Mag Tuired), et aux Fomoires (seconde bataille). Autre texte important, Tochmarc Etaine (« La Courtise d’Etain »), consacré à la déesse Étain. À ce cycle, il faut associer les Immrama, qui narrent le voyage de héros dans l’ « Autre Monde » ;
- le cycle Fenian ou cycle de Finn est consacré aux aventures de Finn Mac Cumaill, de son fils Oisin et sa troupe de guerriers, les Fianna Éireann ;
- le cycle historique ou cycle des rois est composé d’annales légendaires. Le texte le plus important est le Lebor Gabála Érenn (« Livre des conquêtes d’Irlande ») qui rapporte l’« histoire » des invasions de l’Irlande (notamment celle des dieux, les Tuatha Dé Danann), depuis le déluge jusqu’à l’arrivée des ancêtres mythiques des Gaëls (voir section Les « peuples » du Lebor Gabála Érenn).

Les textes gallois sont plus christianisés et les éléments mythologiques sont moins évidents que dans les textes irlandais. Le récit important est le Mabinogion, aussi appelé Les Quatre branches du Mabinogi, étant composé de 4 contes : Pwyll, prince de Dyved, Le Mabinogi de Branwen, Manawydan fils de Llyr et Math fils de Mathonwy. Les autres textes notables sont Breuddwyd Macsen Wledig (Le Rêve de Macsen), Lludd a Llefelys (Lludd et Llevelys), Culhwch ac Olwen (Kulhwch et Olwen), Breuddwyd Rhonabwy (Le songe de Rhonabwy), Hanes Taliesin (Le conte de Taliesin), etc.
Les collecteurs transcripteurs ont habillé tous ces mythes d'un vernis chrétien, sous lequel l’étude découvre le substrat celtique original.

## Dieux et personnages

### Gaule

#### Dieux principaux (pangaulois ou panceltiques)
Le panthéon gaulois distingue, d'après Lucain, une triade : Taranis, Esus, et Toutatis. Aucun de ces dieux n'a de rôle clairement défini, et leurs caractéristiques sont souvent interchangeables selon les régions.
Anna (Ana, Anu), déesse mère (son nom signifie la nourricière), mère de tous les dieux, toutes les déesses et des humains. Elle est la protectrice des vivants, des morts et des lieux humides.
Toutatis (Teutates, Totiourix, Teutanus) – peut-être du proto-celtique * thuata (tribu) et * tato (père) – est assimilé par Lucain tantôt à Mercure, tantôt à Mars. Toutatis serait peut-être le Dis Pater dont parle César, mais rien ne le prouve de façon explicite. On le considère parfois de façon schématique comme le dieu du ciel.
Taranis (peut-être du gaulois taran, qui signifie tonnerre) est le dieu solaire et le dieu céleste. Ses attributs indiquent qu'il est en outre dieu du tonnerre, dieu de la guerre, dieu du feu, dieu des morts, mais aussi dieu du ciel.
Ésus est un dieu artisan, dieu des voyages, protecteur des commerçants, défricheur de forêts et charpentier.
Lug (peut-être du proto-indo-européen * leuk, signifiant lumière) est un dieu pan-celtique non attesté en Gaule mais dont le culte est considéré comme probable sur la base de la toponymie (Lyon, Laon, Lugdunum, etc.). On a souvent pensé que le Mercure dont parle César était Lug. Mais Mercure est aussi associé à Toutatis et à Esus.
Sucellos est un dieu au maillet (qui tue et ressuscite) et au tonnelet (symbole de prospérité), il est l’équivalent du Dagda irlandais, qui possède des talismans aux mêmes fonctions : une massue et un chaudron. Dieu des forêts et de l'agriculture.

#### Divinités zoomorphes
Par divinité zoomorphes, on entend des divinités possédant des attributs d'animaux. Les Celtes ne vénéraient pas des dieux mi-hommes mi-bêtes : les attributs animaux n'étaient là que pour souligner un aspect symbolique du dieu.
Cernunnos est un dieu-cerf, vraisemblablement le grand dieu primordial, dieu de la nature et des forêts, dieu de la fertilité, il est aussi le dieu solaire qui forme avec la déesse Dana (la déesse mère, la lune) le couple qui donna vie à toutes les divinités celtes.
Épona (du gaulois epos, qui signifie cheval) est la protectrice des chevaux, attestée dans l’actuelle Bulgarie, dans les îles Britanniques et en Gaule.
Damona (du gaulois damos, qui signifie vache) est la déesse des sources. Plusieurs divinités apparaissent comme ses parèdres : Borvo, Albius et Moritasgus.

#### Autres divinités
Si Taranis est représenté sur les bas-reliefs par le symbole de la roue solaire, César de son côté associe le soleil à différents dieux locaux : Bélénos (celui qui brille) dans les Vosges ou Grannus en Rhénanie.
Borvo est le dieu du feu souterrain et des sources bouillonnantes. Sous la forme Bormanus, son nom est associé à la parèdre Bormana (peut-être Damona).
Ogmios est assimilé par les Romains à Hercule, peut-être l'ancêtre de l'Ogma irlandais.
Belisama (la très brillante) est la principale divinité féminine, divinité du feu assimilable à l'Hestia grecque.
Maponos est le dieu de la force et de la vigueur
Nissyen et Evnissyen sont des dieux jumeaux attestés dans les Mabinogion (mythologie celtique galloise). Ils ont dû exister en Gaule 1500 ans auparavant sous d'autres noms qui ne nous sont pas parvenus, car les auteurs latins indiquent l'existence de lieux de culte à Castor et Pollux, selon leur interpretatio Romana. Ces dieux pourraient avoir la même origine indo-européenne que les Dioscures ou les Ashvins.

#### Divinités néolithiques préceltiques
Le substrat religieux pré-celtique se retrouve dans la pratique d'un animisme localement vivace chez les Gaulois, qui associe, par exemple, une déesse à une rivière ou à une source. On trouve ainsi Abnoba et Arduina, déesses de la forêt (la dernière a donné son nom aux Ardennes), Damona, Dunisia, Niskae, Ilixo, Lugovius, Ivaos, Moritasgus, Nemausus, Arausio, Vasio, divinités des sources. Ces divinités sont souvent à l'origine des noms de villes : Nîmes (Nemausus), Bagnères de Luchon (Ilixo), Luxeuil les Bains (Lugovius), Évaux les Bains (Ivaos), Orange (Arausio), Vaison la Romaine (Vasio), Damona sous la forme Bormana (Bourbonne-les-Bains). De même a-t-on retrouvé à différents endroits, notamment dans les Pyrénées, des mentions de dieux-arbres (dieu-hêtre, dieu-chêne, dieu-pommier, etc.).
Autre influence probable du substrat néolithique : les dieux gaulois n'ont généralement pas de conjoints (parèdres), à moins qu'un syncrétisme gallo-romain ne leur en ait affecté un (Maïa, Nemetona, Bormana, etc.).

### Irlande
Alors que les sociétés celtiques du continent et, dans une moindre mesure, celles de l’île de Bretagne ont évolué au contact de la civilisation romaine, l’Irlande, protégée par son insularité, n’a pas été envahie et occupée, sa mythologie restant ainsi vierge de toute influence romaine. Selon l’hagiographie, c’est Saint Patrick qui a converti l'Irlande au christianisme au Ve siècle entraînant ainsi une mutation profonde des croyances irlandaises.

#### Les «peuples» duLebor Gabála Érenn
Le Lebor Gabála Érenn (« Livre des conquêtes d’Irlande »), dont la première rédaction remonte au VIIIe siècle, rapporte les invasions mythiques successives de l’île, depuis l’époque du Déluge. Il s’agit « d’un mythe fondateur, une explication de la nature de l’Irlande et de la présence des Celtes ». La référence biblique au déluge est un ajout tardif des clercs du Moyen Âge, qui ont retranscrit la tradition orale. Seuls les derniers arrivants sont humains, ils succèdent au peuple des dieux.
Le peuple de Cesair : fille de Bith, petite-fille de Noé, Césair n'est pas admise dans l’Arche. Ce peuple, composé de cinquante femmes et de trois hommes, s’installe en Irlande 50 jours avant le Déluge.
Les Partholoniens, du nom de Partholon, fils de Sera et de Baath arrivent de Grèce 278 ans après le Déluge en passant par le Danemark et l'Écosse et débarquent le jour de Beltaine. Ce sont les inventeurs de l’agriculture, de l’élevage, de la chasse et de la pêche.
Les Fomoires, surnommés les « Géants de la Mer », sont des êtres difformes et affreux. Ennemis de tous les occupants successifs de l’île, « ils représentent essentiellement les forces démoniaques, infernales et obscures » et sont apparentés aux principaux dieux des Tuatha Dé Danann.
Les Nemediens : le « peuple-cerf », dont le chef est Nemed (« sacré »), est finalement obligé de s’enfuir dans le Munster après avoir été vaincu par les Fomoires.
Les Fir Bolg sont arrivés en trois groupes : celui des Fir Bolg, qui viendrait de la Belgique ; celui de Fir Domnain, qui serait originaire de la Domnonée insulaire ; et celui des Galiain. On leur doit l’introduction de la royauté et la division de l’Irlande en cinq royaumes : l'Ulster, Leinster, Munster, Connaught (ceux-ci correspondant aux points cardinaux) et Meath. Ils sont vaincus par les Tuatha Dé Danann, lors de la première bataille de Mag Tured (Cath Maighe Tuireadh).
Les Tuatha Dé Danann (voir section suivante).
Les Milesiens ou les fils de Mil Espaine sont les premiers humains à avoir débarqué sur l'île, le jour de Beltaine. À l'issue favorable de la guerre qui les oppose aux Tuatha Dé Danann, ils occupent l’île à laquelle ils donnent le nom d’Erin (en l’honneur de la déesse Eriu), tandis que les dieux se réfugient dans les sidh.

#### Les Tuatha Dé Danann
Les dieux des Celtes d’Irlande sont regroupés sous l’appellation de « Tuatha Dé Danann », c’est-à-dire gens de la déesse Dana. Ils s’inscrivent donc dans la succession des invasions. Originaires de quatre îles au nord du Monde (Falias, Gorias, Findias et Murias), ils débarquent un jour de Beltaine emmenés par les druides Morfessa, Esras, Uiscias et Semias. Les Fir Bolg sont vaincus lors de la bataille de Mag Tuireadh (Cath Maighe Tuireadh), mais les dieux seront eux-mêmes supplantés par les Milesiens et devront se réfugier dans les sidh.

##### Dieux principaux
Dana est considérée comme la déesse-mère, elle a donné naissance à tous les dieux. Déesse primordiale panceltique, elle est associée à la terre (équivalent de Gaïa) et à l'eau. La signification de son nom pourrait être "bienfaiteur" ce qui en fait une déesse de fertilité et d'abondance. À la suite de la christianisation, elle devient sainte Anne (patronne des bretons et mère de la Vierge Marie).
Lug, l’une des rares divinités panceltiques, est le dieu primordial et suprême des Tuatha Dé Danann. Surnommé samildanach (le « polytechnicien ») ou lamfada (« au long bras »), il maîtrise tous les arts et toutes les techniques, il possède les pouvoirs de tous les autres dieux. Il est le fils de Cian et Eithne, mais est aussi apparenté aux Fomoires par son grand-père maternel Balor. Il est associé à la fête religieuse de Lugnasad.
Le Dagda est le dieu-druide (et donc dieu des druides), dont le théonyme signifie « dieu bon » ou « très divin ». Il règne sur le temps, l'éternité et sur les éléments, c’est aussi un guerrier puissant. Il a un côté paternel et nourricier. On le décrit parfois comme un géant hideux et un ogre paillard. Ses accouplements avec les déesses sont nombreux. C’est le père de Brigit et le frère d’Ogme.
Ogme, que l’on retrouve en Gaule sous le théonyme Ogmios, est le dieu de la magie guerrière, il a le pouvoir de paralyser ses ennemis. Il est aussi l’inventeur de l’écriture et on lui attribue la création des ogam. Il est décrit comme un vieillard dont une chaîne accrochée à sa langue le relie aux hommes. Lors de la bataille de Mag Tuireadh, son habileté guerrière représente le tiers des victoires de la guerre.
Nuada est le « roi » des gens de la déesse Dana, il est la personnification de la royauté et de la souveraineté. Ayant eu le bras droit coupé, infirmité discriminatoire pour l’exercice de la royauté, il doit laisser la place à Bres du peuple des Fomoires dont le règne sera de courte durée. Diancecht, le dieu médecin, lui fabrique une prothèse en argent, ce qui lui permet de recouvrer la souveraineté.
Goibniu, le dieu-forgeron, fils de Brigit et Tuireann, est le chef des artisans métallurgistes, il est responsable de la fabrication des armes magiques. Grâce à son marteau magique, il peut fabriquer une épée ou un javelot parfait en trois coups. Il est le frère de Credne et Luchta. Dans l’« Autre Monde », il brasse la bière et sert les autres dieux au Festin d’Immortalité. Son équivalent gallois est Gofannon.
Credne Cerd, le dieu-bronzier, fils de Brigit et Tuireann. Lors de la Bataille de Mag Tuireadh, il fabrique des armes avec ses frères Goibniu et Luchta.
Luchta, le dieu-charpentier, fils de Brigit et Tuireann. Lors de la Bataille de Mag Tuireadh, il est chargé de travailler le bois des lances ; ses frères sont Goibniu et Credne.
Diancecht, dieu-médecin des Tuatha Dé Danann : son nom signifie « prise rapide » tant sa magie est précise et sa médecine efficace ; il soigne et rétablit les blessés, il ressuscite les morts en les immergeant dans la Fontaine de Santé. Grand-père de Lug, il est le père de Cian, Airmed, Miach et Ormiach.
Oengus, également connu sous le nom de Mac Oc, est le fils du Dagda et de Boand. Par ruse, il réussit à déposséder son père de sa résidence. Il représente le temps.
Brigit est la déesse-mère, la grande déesse dont le théonyme signifie « très haute », « très élevée ». Associés à la fête d’Imbolc, ses domaines sont les arts, la guerre, la magie et la médecine. Elle est la patronne des druides, des bardes (poètes), des vates (divination et médecine) et des forgerons. Unique divinité féminine, les autres déesses ne sont que la personnification de l’un de ses aspects.[réf. nécessaire] L’importance de son culte précèderait la sainte catholique homonyme.
Étain est la fille de Diancecht (ou de Riangabair selon certaines sources), l’épouse du roi Eochaid Airem sur terre et du dieu Midir dans l’Autre Monde.
Eithne représente la féminité au niveau divin, elle est une personnification de l’Irlande. Fille de Delbaeth (le chaos primordial), elle est l’épouse de Lug, le dieu suprême.
Boand (ou Boann) représente la prospérité, son théonyme signifie « Vache Blanche », ce qui la rapproche de la Damona gauloise. Épouse d’Elcmar le frère du Dagda, sa relation avec son beau-frère va donner naissance à Mac Oc. Elle est la divinité éponymique de la rivière Boyne.
Mórrígan, épouse du Dagda est une divinité guerrière ou, plus exactement, de l’aspect guerrier de la souveraineté. Présente sur les champs de bataille, elle peut se présenter sous différents aspects, celui de la corneille étant fréquent.

##### Autres divinités notables
- Abartach
- Abhean
- Airmed, fille du dieu-médecin Diancecht, son rôle est de collecter les plantes médicinale. Elle a deux frères, Miach et Oirmiach.
- Aoi Mac Ollamain
- Badb
- Banba, fille de Ernmas et de Delbáeth : avec ses sœurs Fódla et Ériu, elle forme une triade, personnification de l’Irlande. Elle est l’épouse de Mac Cuill, petit-fils du Dagda.
- Bé Chuille
- Bodb Derg
- Bres est un Fomoire par son père Elatha ; sa mère est Ériu. Il devient roi provisoire des Tuatha Dé Danann quand Nuada, le roi en titre est blessé, ce qui le rend inapte à l’exercice de la souveraineté. Bres est un mauvais roi qu’un druide contraint à démissionner en prononçant une « satire ». C’est lui qui enseigne l’agriculture aux dieux.
- Brian (en) est l’un des trois fils de Tuireann. Dans le conflit qui oppose les trois frères à Diancecht, ils tuent accidentellement Cian, le père de Lug. Pour se venger, le dieu « polytechnicien » leur impose une série d’épreuves irréalisables et les conduit à la mort par épuisement.
- Cermait
- Cian, fils de Diancecht et père de Lug. Dans la lutte qui oppose les trois fils de Tuireann (Brian (en), Iuchar et Iucharba) à son père, il est tué alors qu’il a l’apparence d’un sanglier.
- Delbáeth, fils d’Ogme, est apparenté aux Fomoires par son grand-père maternel Balor. Il devient ard ri Érenn (roi suprême d’Irlande) en succédant à son grand-père Eochaid Ollathair, qui n’est autre qu’une incarnation du Dagda. Son épouse est Ernmas, avec qui il engendre une triade divine, composée de Banba, d’Ériu et de Fódla, personnification de l’Irlande.
- Elcmar est le frère du Dagda et en même temps son double négatif et un avatar d’Ogme. Le Dagda commet l’adultère avec son épouse Boand et de cette relation va naître Oengus.
- Ériu, fille de Ernmas et de Delbáeth, forme une triade avec ses sœurs Banba et Fódla, qui est une personnification de l’Irlande. Elle est l'épouse de Mac Greine, fils d'Ogma.
- Ernmas est l’épouse de Delbáeth, avec qui elle engendre une triade divine, composée de Banba, d’Ériu et de Fódla, qui sont une personnification de l’Irlande.
- Fand est l’épouse de Manannan Mac Lir, mais elle est principalement connue pour avoir eu une relation avec Cúchulainn, lors d’un séjour dans le sidh. Cela provoque la jalousie d’Emer (c’est le sujet du récit Serglige ConCulaind), l’épouse légitime du héros des Ulates[21]. Le conflit est résolu par l’intervention des druides.
- Fiacha Mac Delbaíth
- Fódla, fille de Ernmas et de Delbáeth. Avec ses sœurs Banba et Ériu, elle forme une triade, véritable personnification de l’Irlande. Elle est l’épouse de Mac Cecht, petit-fils du Dagda.
- Iuchar est l’un des trois fils de Tuireann. Dans le conflit qui oppose les trois frères à Diancecht, ils tuent accidentellement Cian, le père de Lug. Pour se venger, le dieu « polytechnicien » leur impose une série d’épreuves irréalisables et les conduit à la mort par épuisement.
- Iucharba : voir Iuchar, ci-dessus.
- Mac Cecht est un des trois fils de Cermait, lui-même fils du Dagda. Avec ses frères Mac Cuill et Mac Greine, il tue Lug pour venger l’assassinat de leur père qui avait eu une liaison avec la femme du grand dieu. Son épouse est Fódla.
- Mac Cuill est un des trois fils de Cermait, lui-même fils du Dagda. Avec ses frères Mac Cecht et Mac Greine, il tue Lug pour venger l’assassinat de leur père qui avait eu une liaison avec la femme du grand dieu. Son épouse est Banba.
- Mac Greine est un des trois fils de Cermait, lui-même fils du Dagda. Avec ses frères Mac Cuill et Mac Cecht, il tue Lug pour venger l’assassinat de leur père qui avait eu une liaison avec la femme du grand dieu. Son épouse est Ériu.
- Macha (« la plaine ») est une représentation de Morrigane, la divinité de la guerre. Elle a donné son nom à la résidence royale de l’Ulster, Emain Macha (les « Jumeaux de Macha »). Son époux s’étant vanté qu’elle pouvait courir plus vite que les meilleurs chevaux de l’écurie du roi, elle doit le prouver, alors qu’elle se trouve enceinte. Elle gagne la course et donne immédiatement naissance à des jumeaux. Depuis, une malédiction ensorcelle des Ulates : ils subissent les douleurs de l’enfantement pendant quatre jours et cinq nuits, dès que le royaume est en danger.
- Manannan Mac Lir est le dieu-guerrier souverain de l’Autre Monde, le Sidh où son rôle est de fournir aux autres dieux les cochons fabuleux servis au Festin d’Immortalité. Il conduit son char sur les flots et dans les plaines, et son bateau se manœuvre seul. Frère du Dagda et d’Ogme, son épouse est Fand. Son nom signifie « le Mannois fils de Lir », son équivalent dans les mythes gallois est Manawyddan Fab Llyr.
- Miach, fils du dieu-médecin Diancecht, frère de Airmed et Oirmiach, est un expert en « médecine », capable de greffer le bras arraché de Nuada.
- Midir est le dieu souverain de l’Autre Monde (sidh). Frère du Dagda (et aussi son double), il est chargé de l’éducation d’Oengus, l’enfant-dieu que son frère a eu avec Eithne. Son amour pour la déesse Étain est légendaire, tout comme la jalousie de son épouse légitime Fuamnach, qui tente de se débarrasser de l'intruse.
- Nemain est une déesse guerrière de la Táin Bó Cúailnge (« Rafle des vaches de Cooley »). Pour le guerrier qui la rencontre sous l’apparence d’une lavandière, c’est l’annonce de sa mort prochaine.
- Ormiach, fils de Diancecht, frère de Airmed et Miach, dont il n'est que le doublon.
- Tuireann, fils d’Ogme, père des dieux Brian (en), Iuchar et Iucharba.

#### Autres personnages majeurs
- Aífé est une magicienne et une guerrière qui réside en Écosse. Quand Cúchulainn arrive chez Scáthach pour parfaire son initiation, les deux femmes sont en guerre. Le héros d’Ulster combat Aífé et la vainc. Elle doit, entre autres promesses, lui accorder « l’amitié de sa hanche », ce qui donnera naissance à un fils, Conla.
- Bran Mac Febail, Bran le « corbeau » fils de Febal, est le seul à entendre une voix qui lui vante les délices d'Emain Ablach, la « Terre des Pommiers », alors qu’il est entouré d’une nombreuse compagnie. Il ne peut résister à la voix de la bansidh, la messagère de l’Autre Monde. Il prend la mer avec « trois fois neuf » compagnons et rencontre Manannan Mac Lir, le dieu souverain du Sidh. Au terme de leur navigation, Bran et ses compagnons débarquent sur l’Île des Femmes (Tir na mBân), où ils sont accueillis par de jeunes et magnifiques femmes. Ils vivent là plusieurs « mois » dans une félicité totale, mais la nostalgie les gagne et quand ils tentent de rentrer en Irlande, ils se voient condamnés à une navigation sans fin.
- Conall Cernach est un héros du royaume d’Ulster, fils du druide Amorgen Mac Eccit et de Findchóem. Il est presque aussi puissant que son frère de lait, Cúchulainn, à cette différence qu’il ne sait pas manier la gae bolga, le « javelot-foudre ». Ce qui n’empêche que c’est un guerrier redoutable et impitoyable : il aurait massacré plus d’hommes du Connaught qu’il n’y avait d’habitants et il en aurait tué un chaque jour, accomplissant ainsi une prophétie des druides.
- Cathbad est le chef des druides de la cour du roi d’Ulster, Conchobar Mac Nessa, dont certains récits en font aussi le père. C’est aussi un guerrier redoutable dont le nom signifie « Tueur au combat ». Son épouse est la reine Ness.
- Conla est le fils de Cúchulainn, le grand héros d’Ulster et d’Aífé, la magicienne-guerrière d’Écosse. Son père séjournait chez la reine Scáthach, afin de parfaire son initiation guerrière et sexuelle. L’enfant est tué accidentellement par son père d’un coup de gae bolga, quand, âgé de sept ans, il tente de le rejoindre en Irlande.
- Conle est le fils du roi Conn Cetchathach, le guerrier « aux Cent Batailles ». Alors qu’il se promène avec son père, il rencontre une femme magnifique qui lui demande de la suivre dans un pays merveilleux. Le père, qui a entendu la voix sans voir la femme, demande au druide Corann d’intervenir. Quand la messagère de l’Autre Monde revient quelque temps plus tard, rien ne peut empêcher Conle de la suivre car la magie des bansidh est plus puissante que celle des druides en matière d'amour.
- Conchobar Mac Nessa[22], roi d’Ulster par la volonté de sa mère Ness (son père est le druide Cathbad) qui, par un subterfuge, réussit à évincer le roi légitime Fergus Mac Roeg. Lors d’un séjour dans l’Autre Monde, il conçoit Cúchulainn, avec sa propre sœur Deichtire. Il représente la royauté celtique dont le rôle est d’assurer la prospérité du royaume et la redistribution des richesses.
- Crunnchú est un fermier d’Ulster qui a une relation secrète avec la déesse Macha. Sa vantardise est à l'origine d’une malédiction qui affecte les Ulates quand leur royaume est attaqué.
- Cúchulainn, le « champion » d’Ulster est le héros le plus important du cycle du même nom et de la mythologie insulaire. Il a une double ascendance : au niveau divin, il est le fils de Lug et de Eithne et au niveau humain, il est le fruit d’une rencontre dans l’Autre Monde du roi Conchobar Mac Nessa et de sa sœur Deichtire. Son premier nom est Setanta, mais il est rebaptisé Cúchulainn (« chien de Culann ») par le druide Cathbad, quant à l’âge de cinq ans, il tue le dogue du forgeron. Lorsqu’il est pris de fureur guerrière, son corps se déforme, d'où son surnom de « contorsionniste ». Il meurt près de la forteresse de Mag Murthemne après la Táin Bó Cúailnge, affaibli par trois sorcières sur la route de Midluachair, transpercé par un javelot lancé par Lugaid.
- Fergus Mac Roeg est le roi d’Ulster avant que Conchobar prenne sa place. C’est un géant, fort comme sept cents hommes : il lui faut sept bœufs et sept porcs à chaque repas et sept femmes pour le contenter chaque soir. Son épouse Ness lui demande que la souveraineté du royaume soit confiée à son fils Conchobar pour un an. À l’issue de cette période, les Ulates, satisfaits du règne de Conchobar, refusent le retour de Fergus, qui s’exile chez Medb en Connaught.
- Medb, la reine du Connaught[23], est un personnage important du Cycle d'Ulster et particulièrement de la Táin Bó Cúailnge. Pour une vulgaire rivalité patrimoniale avec son époux le roi Ailill, elle décide de s’approprier le Brun de Cúailnge, un taureau fabuleux. Pour ce faire, elle doit envahir le royaume d’Ulster et ses héros doivent affronter Cúchulainn. Reine guerrière, sa seule vue affaiblit les hommes qui la regardent, elle est la personnification de la souveraineté.
- Nechtan, fils de Collbran, est l’un des compagnons de Bran Mac Febail, quand celui-ci, répondant à l’invitation d’une bansidh, prend la mer pour l’Île des Femmes (Tir na mBân). Après leur séjour bienheureux, quand ils rentrent en Irlande, Nechtan est le premier à poser le pied sur l’île. Il tombe instantanément en poussière, car ils ont perdu toute notion du temps. Ne pouvant débarquer, ils ne peuvent que poursuivre une navigation sans fin.
- Scáthach est une magicienne et une guerrière qui réside en Écosse, chez qui les jeunes champions d’Irlande viennent parfaire leur éducation militaire et sexuelle. Parmi ses élèves, on compte Noise, Ferdiad, Cúchulainn, ce dernier étant le seul à apprendre le maniement de la gae bolga. Au moment de son arrivée, Scáthach est en guerre contre Aífé. Cúchulainn s’interpose et vainc Aífé au cours d’un combat, l’obligeant à faire la paix.
- Grudar et Brassolis : couple d'amoureux, personnages tirés d'Ossian, Fingal an ancient Epic Poem. Brassolis, éprise de Grudar, est la sœur de Cairbar qui s'oppose à Grudar pour la possession d'un taureau tacheté. Ces deux hommes combattent pour la bête et Grudar perd la vie. Brassolis accourt auprès de lui et tombe, morte, sur le corps ensanglanté de son amour.
- Les druides sont omniprésents dans les textes irlandais (le seul qui soit historiquement attesté est le Gaulois Diviciacos) et leurs fonctions sont multiples : ministère religieux, conseil du roi, enseignement, justice, etc. Voir la liste des principaux druides mythiques.

### Pays de Galles
Les sources galloises présentent les mythes celtiques de manière affadie et le statut divin de certains personnages n’est pas directement affirmé. Mais la proximité de l’Irlande et la similitude des faits permet de saisir le sens originel de leurs fonctions.

#### Les enfants de Dôn
Math, fils de Mathonwy, est un souverain du Gwynedd, qui a l’obligation, en temps de paix, de demeurer avec les pieds posés dans le giron d’une vierge, sous peine de mort. Il ne peut déroger à cette contrainte que pour aller à la guerre. Sa sœur Dôn, fille de Mathonwy est une mère matriarcale. Son compagnon est Beli Mawr (Beli le Grand). Ses enfants sont :
- Arianrhod, assimilée à une déesse de la fécondité, elle est la mère du dieu suprême Llew Llaw Gyffes. Après le viol de Goewin, elle est pressentie pour assumer son rôle de « porte-pieds » du roi, mais lors de l’épreuve de virginité, elle donne naissance à des jumeaux ;
- Gwydion, dieu-magicien qui correspond au Dagda irlandais. Par sa magie, il déclenche une guerre contre Pryderi, pour forcer le roi Math à intervenir et ainsi quitter le giron de Goewin. Cette manœuvre permet à Gilfaethwy de violer Goewin, pendant l’absence du roi. Gwydion et Gilfaethwy, par la magie de Math, subissent trois transformations animales, au cours desquelles ils s'accouplent et donnent naissance à Hyddwn, Hychtwn et Bleiddwn ;
- Gilfaethwy, voir Gwydion ;
- Gofannon, dieu-forgeron équivalent du Goibniu irlandais. Il forge des armes qui tuent à coup sûr. Il brasse aussi une bière qui rend immortel ;
- Amaethon enseigne la magie à son frère Gwydion. Il transforme les arbres en guerriers pour vaincre Arawn.

auxquels on peut ajouter les fils jumeaux d’Arianrhod, Dylan Eil Ton et Llew Llaw Gyffes. Caswallawn (l’historique Cassivellaunos) est souvent présenté comme un des fils de Beli Mawr.
|                 |                 |                 |                 |                 |                 |  |  |                       |                       |                       |                       |                       |                       |  |  | Dôn                    | Dôn                    | Dôn                    | Dôn                    | Dôn                    | Dôn                    |  |  | Beli Mawr | Beli Mawr | Beli Mawr | Beli Mawr | Beli Mawr | Beli Mawr |  |  |          |          |                                    |                                    |                                    |                                    |                                    |                                    |           |           |           |           |           |           |  |  |                                       |                                       |                                       |                                       |                                       |                                       |  |  |  |  |  |  |  |  |  |  |  |  |  |  |  |  |  |  |  |  |  |  |  |  |  |  |  |  |  |  |  |  |  |  |
|                 |                 |                 |                 |                 |                 |  |  |                       |                       |                       |                       |                       |                       |  |  | Dôn                    | Dôn                    | Dôn                    | Dôn                    | Dôn                    | Dôn                    |  |  | Beli Mawr | Beli Mawr | Beli Mawr | Beli Mawr | Beli Mawr | Beli Mawr |  |  |          |          |                                    |                                    |                                    |                                    |                                    |                                    |           |           |           |           |           |           |  |  |                                       |                                       |                                       |                                       |                                       |                                       |  |  |  |  |  |  |  |  |  |  |  |  |  |  |  |  |  |  |  |  |  |  |  |  |  |  |  |  |  |  |  |  |  |  |
|                 |                 |                 |                 |                 |                 |  |  |                       |                       |                       |                       |                       |                       |  |  |                        |                        |                        |                        |                        |                        |  |  |           |           |           |           |           |           |  |  |          |          |                                    |                                    |                                    |                                    |                                    |                                    |           |           |           |           |           |           |  |  |                                       |                                       |                                       |                                       |                                       |                                       |  |  |  |  |  |  |  |  |  |  |  |  |  |  |  |  |  |  |  |  |  |  |  |  |  |  |  |  |  |  |  |  |  |  |
|                 |                 |                 |                 |                 |                 |  |  |                       |                       |                       |                       |                       |                       |  |  |                        |                        |                        |                        |                        |                        |  |  |           |           |           |           |           |           |  |  |          |          |                                    |                                    |                                    |                                    |                                    |                                    |           |           |           |           |           |           |  |  |                                       |                                       |                                       |                                       |                                       |                                       |  |  |  |  |  |  |  |  |  |  |  |  |  |  |  |  |  |  |  |  |  |  |  |  |  |  |  |  |  |  |  |  |  |  |
| Gwydion         | Gwydion         | Gwydion         | Gwydion         | Gwydion         | Gwydion         |  |  | Eveydd                | Eveydd                | Eveydd                | Eveydd                | Eveydd                | Eveydd                |  |  | Gilfaethwy             | Gilfaethwy             | Gilfaethwy             | Gilfaethwy             | Gilfaethwy             | Gilfaethwy             |  |  | Amaethon  | Amaethon  | Amaethon  | Amaethon  | Amaethon  | Amaethon  |  |  | Gofannon | Gofannon | Gofannon                           | Gofannon                           | Gofannon                           | Gofannon                           |                                    |                                    | Arianrhod | Arianrhod | Arianrhod | Arianrhod | Arianrhod | Arianrhod |  |  |                                       |                                       |                                       |                                       |                                       |                                       |  |  |  |  |  |  |  |  |  |  |  |  |  |  |  |  |  |  |  |  |  |  |  |  |  |  |  |  |  |  |  |  |  |  |
| Gwydion         | Gwydion         | Gwydion         | Gwydion         | Gwydion         | Gwydion         |  |  | Eveydd                | Eveydd                | Eveydd                | Eveydd                | Eveydd                | Eveydd                |  |  | Gilfaethwy             | Gilfaethwy             | Gilfaethwy             | Gilfaethwy             | Gilfaethwy             | Gilfaethwy             |  |  | Amaethon  | Amaethon  | Amaethon  | Amaethon  | Amaethon  | Amaethon  |  |  | Gofannon | Gofannon | Gofannon                           | Gofannon                           | Gofannon                           | Gofannon                           |                                    |                                    | Arianrhod | Arianrhod | Arianrhod | Arianrhod | Arianrhod | Arianrhod |  |  |                                       |                                       |                                       |                                       |                                       |                                       |  |  |  |  |  |  |  |  |  |  |  |  |  |  |  |  |  |  |  |  |  |  |  |  |  |  |  |  |  |  |  |  |  |  |
|                 |                 |                 |                 |                 |                 |  |  |                       |                       |                       |                       |                       |                       |  |  |                        |                        |                        |                        |                        |                        |  |  |           |           |           |           |           |           |  |  |          |          |                                    |                                    |                                    |                                    |                                    |                                    |           |           |           |           |           |           |  |  |                                       |                                       |                                       |                                       |                                       |                                       |  |  |  |  |  |  |  |  |  |  |  |  |  |  |  |  |  |  |  |  |  |  |  |  |  |  |  |  |  |  |  |  |  |  |
|                 |                 |                 |                 |                 |                 |  |  |                       |                       |                       |                       |                       |                       |  |  |                        |                        |                        |                        |                        |                        |  |  |           |           |           |           |           |           |  |  |          |          |                                    |                                    |                                    |                                    |                                    |                                    |           |           |           |           |           |           |  |  |                                       |                                       |                                       |                                       |                                       |                                       |  |  |  |  |  |  |  |  |  |  |  |  |  |  |  |  |  |  |  |  |  |  |  |  |  |  |  |  |  |  |  |  |  |  |
|                 |                 |                 |                 |                 |                 |  |  |                       |                       |                       |                       |                       |                       |  |  |                        |                        |                        |                        |                        |                        |  |  |           |           |           |           |           |           |  |  |          |          |                                    |                                    |                                    |                                    |                                    |                                    |           |           |           |           |           |           |  |  |                                       |                                       |                                       |                                       |                                       |                                       |  |  |  |  |  |  |  |  |  |  |  |  |  |  |  |  |  |  |  |  |  |  |  |  |  |  |  |  |  |  |  |  |  |  |
| Hyddwn « faon » | Hyddwn « faon » | Hyddwn « faon » | Hyddwn « faon » | Hyddwn « faon » | Hyddwn « faon » |  |  | Hychtwn « marcassin » | Hychtwn « marcassin » | Hychtwn « marcassin » | Hychtwn « marcassin » | Hychtwn « marcassin » | Hychtwn « marcassin » |  |  | Bleiddwn « louveteau » | Bleiddwn « louveteau » | Bleiddwn « louveteau » | Bleiddwn « louveteau » | Bleiddwn « louveteau » | Bleiddwn « louveteau » |  |  |           |           |           |           |           |           |  |  |          |          | Dylan Eil Ton « fils de la vague » | Dylan Eil Ton « fils de la vague » | Dylan Eil Ton « fils de la vague » | Dylan Eil Ton « fils de la vague » | Dylan Eil Ton « fils de la vague » | Dylan Eil Ton « fils de la vague » |           |           |           |           |           |           |  |  | Llew Llaw Gyffes « a la main rapide » | Llew Llaw Gyffes « a la main rapide » | Llew Llaw Gyffes « a la main rapide » | Llew Llaw Gyffes « a la main rapide » | Llew Llaw Gyffes « a la main rapide » | Llew Llaw Gyffes « a la main rapide » |  |  |  |  |  |  |  |  |  |  |  |  |  |  |  |  |  |  |  |  |  |  |  |  |  |  |  |  |  |  |  |  |  |  |

#### Les enfants de Llyr
Llyr, le patriarche de l’autre famille divine est vraisemblablement un emprunt à la mythologie celtique irlandaise du dieu de l’océan Lir. Sa compagne est Penarddum, leurs enfants sont :
- Manawyddan Fab Llyr (fils de la mer), équivalent de l’irlandais Manannan Mac Lir, dieu des Tuatha Dé Danann, le théonyme signifie « le Mannois », en référence à l’île de Man. Son épouse est Rhiannon. Il est le personnage principal de la troisième branche du Mabinogi : « Manawydan fils de Llyr », où il fait l’apprentissage de l’artisanat et de l’agriculture[24] ;
- Bran le Béni, « le corbeau », est un géant qui ne peut entrer dans aucune maison, à cause de sa taille, ni monter sur aucun bateau. Il règne au pays de Galles et réside à Harddlech (le « bel endroit »). Après avoir consenti au mariage de sa sœur Branwen avec Matholwch, le roi d’Irlande, il est contraint d’intervenir quand elle se trouve déchue de son rang. Il est tué pendant la bataille, mais sa tête coupée continue de vivre et de parler[25] ;
- Branwen, la « corneille blanche », elle épouse Matholwch, le roi d’Irlande, et donne naissance à Gwern. Tombée en disgrâce, elle est déchue de son titre de reine et doit travailler aux cuisines. Prévenue après trois ans, par un étourneau porteur d’un message décrivant la situation, Bran part en guerre contre le roi d’Irlande. Elle est l’un des personnages principaux de la deuxième branche du Mabinogi : « Le Mabinogi de Branwen »[25].

Pernarddun a deux autres fils Evnissyen et Nissyen, dont le père est Eurosswydd. Caradawg (l’historique Caratacos) est considéré comme le fils de Bran le Béni.

#### Autres divinités
- Arawn est le roi de l'Annwvyn, l'Autre-monde, dans le premier conte des Mabinogion, Pwyll, prince de Dived. Pendant une année, il échange son identité et son royaume avec Pwyll.
- Avalloc
- Blodeuwedd est une femme-fleur, confectionnée par Math et Gwydion pour qu’elle soit l’épouse de Llew Law Gyffes. Celui-ci est victime d’un interdit de sa mère Arianrhod, qui l’empêche d’avoir une femme humaine. Elle est transformée en hibou par Gwydion après avoir été infidèle et avoir tenté de tuer Llew Law Gyffes.
- Ceridwen, une magicienne, apparait dans le mythe du célèbre barde Taliesin. Voulant donner le don de l’inspiration prophétique à son fils le hideux Morvran, elle prépare un bouillon magique, dans un chaudron gardé par un vieil aveugle. Mais c’est le guide de l’aveugle, Gwion Bach, qui bénéficie de la recette magique. Après une série de transformations pour échapper à la sorcière, Gwion Bach va être avalé puis enfanté par Ceridwen. Abandonné puis recueilli, l’enfant va devenir Taliesin.
- Creiddylad
- Cyhyraeth
- Gwenn Teir Bronn
- Gwynn ap Nudd est un des souverains ou des messagers de l’Annwvyn, au rôle psychopompe puisque l’une de ses fonctions est de guider les âmes des morts vers l’Annwvyn, accompagné d’une meute de chiens.
- Llefelys
- Lludd Llaw Eraint
- Mabon ap Modron est le « fils divin » de Modron, la « mère divine », et de Gwynn ap Nudd. Il est l’équivalent du dieu gaulois Maponos et du dieu irlandais Oengus.
- Modron est la « mère divine » (terre-mère), la fille d’Avalloc, le roi d’Avalon et mère de Mabon. Similaire à la déesse gauloise Dea Matrona et à la déesse irlandaise Dana, elle est vraisemblablement le prototype de la fée Morgane de la légende arthurienne.
- Rhiannon est une reine mythique, parfois associée à une divinité[26] ; à l’instar de Brigit et Brigantia, son nom signifie « grande reine ». Dans la première branche du Mabinogi, « Pwyll, prince de Dyved », elle épouse Pwyll et donne naissance à Pryderi, selon Claude Sterckx « le mariage [de Pwyll et Rhiannon] est une représentation mythique de l’hiérogamie entre le principe Mâle et le principe Féminin, entre le roi et son royaume, garantissant sur le plan macrocosmique la pérennité du cycle vital, au niveau microcosmique la fécondité générale du royaume »[27]. Dans la troisième branche « Manawydan fils de Llyr », elle épouse Manawyddan Fab Llyr.

### Bretagne
La Bretagne n'a conservé que d'infimes traces de sa mythologie celtique originelle. Françoise Le Roux et Christian-Joseph Guyonvarc'h tiennent à différencier la mythologie proprement dite des « quelques traces qui en subsistent dans le folklore breton ». De même, Claude Sterckx parle de « débris mythologiques subsistant dans le folklore breton »,. L'existence d'éléments réellement issus de la mythologie celtique parmi le corpus des collectages bretons a longtemps été considérée comme impossible, en raison notamment des inventions et des recompositions des celtomanes parfois motivés par le nationalisme breton, et surtout de la christianisation. Le conte et « presque tout ce qui est légendaire en Bretagne » est christianisé, selon Le Roux et Guyonvarc'h. Cependant, des éléments (en particulier concernant Merlin, le Tadig Kozh, l'Ankou, et même quelques caractéristiques attribuées à sainte Anne) se rattachent à la mythologie celtique bretonne, car ils présentent des points communs avec la mythologie de l'Irlande et du Pays de Galles. Un grand nombre d'éléments appartiennent au folklore breton et non à la mythologie, tels que les Korrigans ou encore les lavandières de nuit. Ce folklore breton représente « ce qui reste du mythe ». Nettement christianisé, il manque parfois de cohérence,.

## Le schéma trifonctionnel
Le linguiste, philologue et comparatiste Georges Dumézil (1898-1986), étudiant les mythes des Indo-Européens (voir mythologie comparée), a dégagé un schéma récurrent dans lequel les classes de la société correspondent à 3 fonctions spécifiques :
- la première est la fonction sacerdotale, qui est liée au sacré, à la religion ;
- la deuxième, dite fonction guerrière, a la charge de la défense de l’ensemble de la société et forme une sorte d’aristocratie ;
- la troisième fonction est celle des producteurs, elle regroupe les agriculteurs, éleveurs, artisans, et les commerçants. Son rôle est de subvenir aux besoins du reste de la société.

Cette théorie a été reprise et appliquée aux mythes celtiques par des celtologues, dont Christian-J. Guyonvarc'h et Françoise Le Roux.
Dans ses Commentaires sur la Guerre des Gaules, Jules César notait : « Dans toute la Gaule, il n'y a que deux classes d'hommes qui soient comptées pour quelque chose et qui soient honorées ; car la multitude n'a guère que le rang des esclaves, n'osant rien par elle-même, et n'étant admise à aucun conseil. […] Des deux classes privilégiées, l'une est celle des druides, l'autre celle des chevaliers. », constatant la tripartition de la société gauloise.
Les textes irlandais confirment la complémentarité du pouvoir temporel du druide et du pouvoir politique du roi : « La royauté celtique a vécu à l’ombre et pour ainsi dire sous la protection du sacerdoce druidique ».
Structure des Tuatha Dé Danann
Les principaux dieux de l’Irlande ont des fonctions spécifiques qui correspondent à ce schéma :
- fonction sacerdotale : le Dagda, dieu-druide ;
- fonction guerrière : Ogme, dieu de la magie guerrière et du savoir, Nuada, qui représente la royauté ;
- fonction artisanale : Goibniu le dieu-forgeron, Credne le dieu-bronzier et Luchta le dieu-charpentier.

Diancecht le dieu-médecin et Oengus participent aux trois fonctions. Quant à Lug Samildanach, il est hors classe, en tant que dieu primordial il peut assumer toutes les fonctions. Dans la matière de Bretagne, Geoffroy de Monmouth, dans son Historia regum Britanniae, fait de Brutus, l’ancêtre de tous les Bretons, un roi qui cumule les trois fonctions.
Les trois fautes fonctionnelles de Matholwch
Dans la deuxième branche du Mabinogi, intitulée « Le Mabinogi de Branwen », l’un des protagonistes, Matholwch roi d’Irlande, commet trois infractions à chacune des classes indo-européennes : la violation du traité de paix (nature juridique) est une faute qui relève de la première fonction ; le piège tendu par Matholwch pour massacrer les Bretons est une faute contre l’éthique de la fonction guerrière ; la disgrâce de Branwen est une atteinte à la fonction de production.
Schéma trifonctionnel dans le Mabinogi de Math
- première fonction : Math et Gwydion ;
- deuxième fonction : Gilfaethwy et Eveydd ;
- troisième fonction : Dylan Eil Ton et Llew Llaw Gyffes.